# Úrsula de Jesús

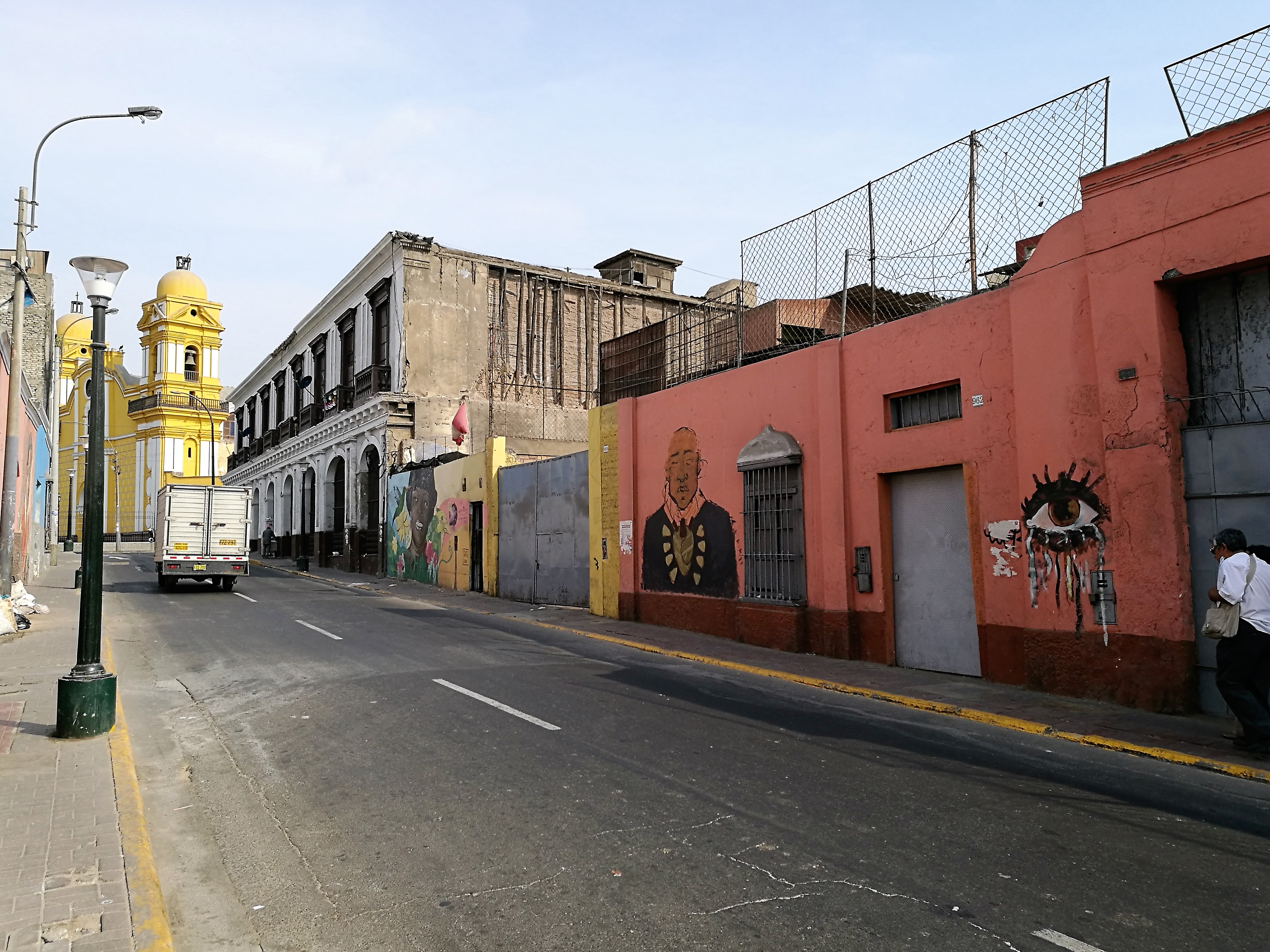
Le couvent Santa Clara de Lima dans son quartier du, où Úrsula de Jesús passe sa vie.

Úrsula de Jesús, née en 1604 et morte en 1666, est une mystique afro-péruvienne d'abord esclavagisée puis servante donada dans un couvent de l'ordre de Sainte-Claire à Lima. Dans son journal rédigé sur ordre de son confesseur, elle relate ses visions, sa vie quotidienne et ses plaintes concernant ses supérieures.

## Historiographie
Outre son journal, la vie d'Úrsula de Jesús est principalement connue à travers deux hagiographies posthumes rédigées à vingt d'écart, d'abord la Vida breve par une nonne directement à sa mort en 1666, puis la Vida anónima par un franciscain vers 1686.

## Biographie
Úrsula naît à Lima en 1604 en tant que fille légitime d'une mère esclavagisée, Isabel de los Rios, et d'un père libre, Juan de Castilla. Durant son enfance, Úrsula et sa mère vivent avec leur propriétaire espagnole, Gerónima de los Ríos, une femme d'affaires prospère. Quand cette dernière meurt en 1612, Úrsula passe au service de Luisa Melgarejo, une tertiaire franciscaine et mystique. Cinq ans plus tard, en 1617, Úrsula entre au couvent de Sainte-Claire de Lima (es) pour servir la nièce de Jerónima de los Ríos. Fondé en 1605, ce couvent (le troisième plus grand de Lima, alors capitale de la vice-royauté du Pérou) attire à l'époque des dizaines de femmes de l'élite aspirant à devenir nonnes. Elles se font accompagner de centaines de servantes libres ou esclavagisées, comme Úrsula, qui comblent leurs besoins et assurent le quotidien.

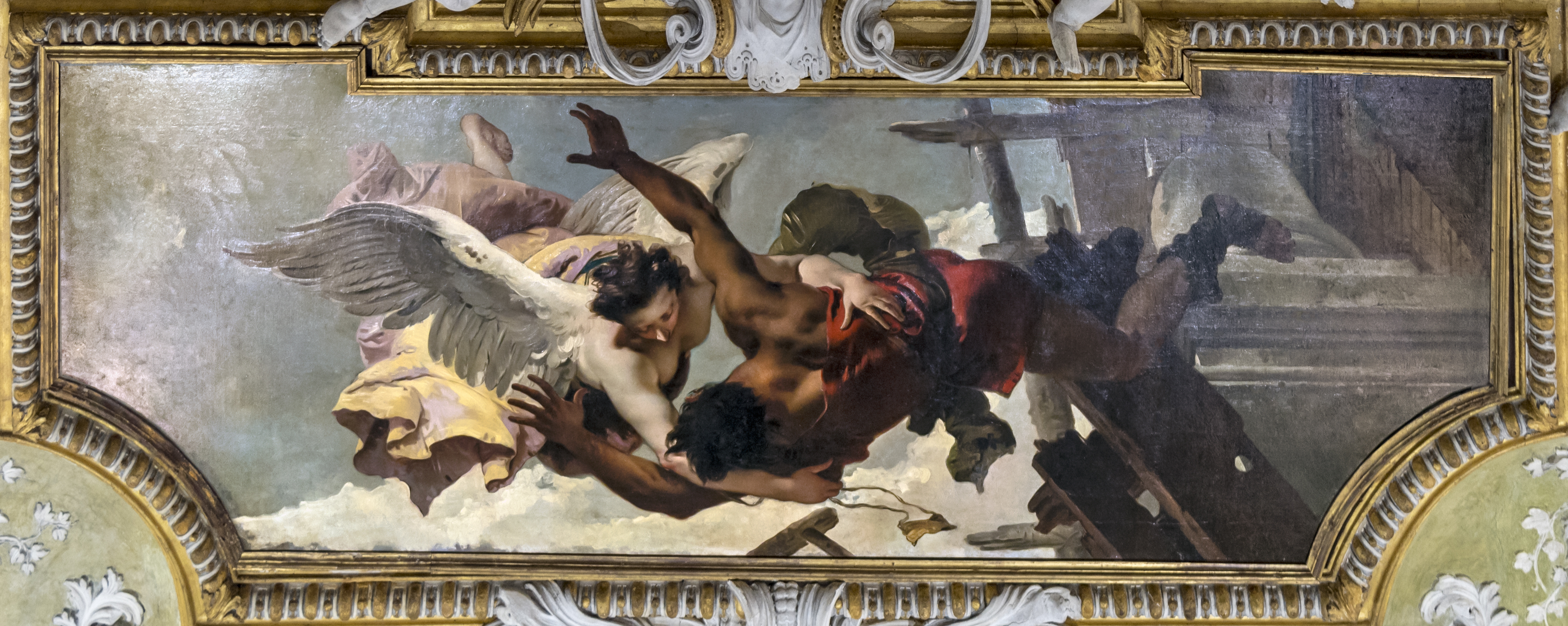
Le scapulaire de la Virgen del Carmel est souvent crédité de sauver des chutes, comme dépeint sur cette peinture de Tiepolo.

Après vingt-huit ans de travail manuel, en 1642, Úrsula fait une chute dans un profond puits. Rescapée, elle affirme avoir été sauvée par le scapulaire de Notre-Dame du Mont-Carmel qu'elle portait. Après cette première expérience mystique, Úrsula prie davantage et plus intensément. Les moniales commencent à lui témoigner du respect et à l'appeler « servante de Dieu ». En 1645, une religieuse du couvent de Sainte-Claire achète la liberté d'Úrsula. Bien qu'Úrsula ait sérieusement envisagé de quitter le couvent pour jouir de sa liberté, elle choisit finalement de prononcer ses vœux en tant que simple servante religieuse dite donada. En tant que femme de couleur, Úrsula n'avait en effet pas le privilège d'obtenir le statut de religieuse.
Malgré ce changement de statut, Úrsula de Jesús reste à un échelon très inférieur de la hiérarchie sociale et ecclésiastique. Dans ce contexte, les visions qu'elle revendique lui servent à légitimer des prises de parole sur des sujets à cause desquels elle serait punie si elle les abordait autrement, par exemple la question de savoir si les femmes noires ont une place au paradis, ou encore celle du péché que constitue le mauvais traitement des esclaves et des servantes. La chercheuse Andrea Nicole Gayet met néanmoins le doigt sur le danger que cette stratégie de légitimation du discours par la vision mystique peut présenter à une époque où l'inquisition pour sorcellerie est fréquente à l'égard des femmes et où les personnes noires sont associées à la paresse, à la luxure et au diable par la majorité de l'église. Ainsi, les auto-humiliations fréquentes dans le journal d'Úrsula de Jesús peuvent être regardées comme des moyens de se protéger d'éventuelles punitions à cause des critiques sociales exprimées à travers ses visions.
Elle meurt en 1666.

## Journal et mystique
Le journal d'Úrsula de Jesús compte cinquante-sept folios. Elle n'écrit pas elle-même, car elle dicte ses visions à des sœurs lettrées du couvent, et ce n'est pas de sa propre intitiative, car elle agit sur intimation de son confesseur.
La première vision relatée par Úrsula de Jesús est celle d'un franciscain blanc qui l'appelle à l'aide pour sortir du purgatoire. La deuxième vision est celle de María Bran, une esclave noire du couvent morte récemment. Úrsula de Jesús lui demande si les femmes noires vont au paradis, et María Bran lui répond que oui, lorsqu'elles sont pleines de gratitude et qu'elles en ont besoin. Dans une autre vision, Úrsula demande à Luisa de Angola, une autre servante noire du couvent morte récemment, si les gens noirs vont au paradis, ce à quoi Luisa répond par l'affirmative en ajoutant que les gens noirs au paradis restent séparés de leur côté et qu'ainsi tout se déroule de manière harmonieuse. Outre les visions, le journal d'Úrsula de Jesús contient aussi des informations sur son quotidien, par exemple il raconte qu'elle s'est déjà caché dans un confessionnal afin d'échapper aux ordres des nonnes. Autre exemple, Úrsula se plaint que les nonnes ne prennent pas en compte ses sentiments et la traitent comme si elle était une pierre. Enfin, le journal retranscrit aussi les voix divines qu'entend Úrsula, notamment la voix de Jésus qui insiste sur le fait que les personnes oppressées et viles sont en fait les plus saintes. De même, la voix de François d'Assise lui dit que les personnes qui obéissent sont les plus méritantes. La voix de Marucha, une servante du couvent morte, lui raconte aussi qu'après la mort, les gens sont punis en fonction de leurs péchés, et que les religieux n'échappent pas au châtiment.

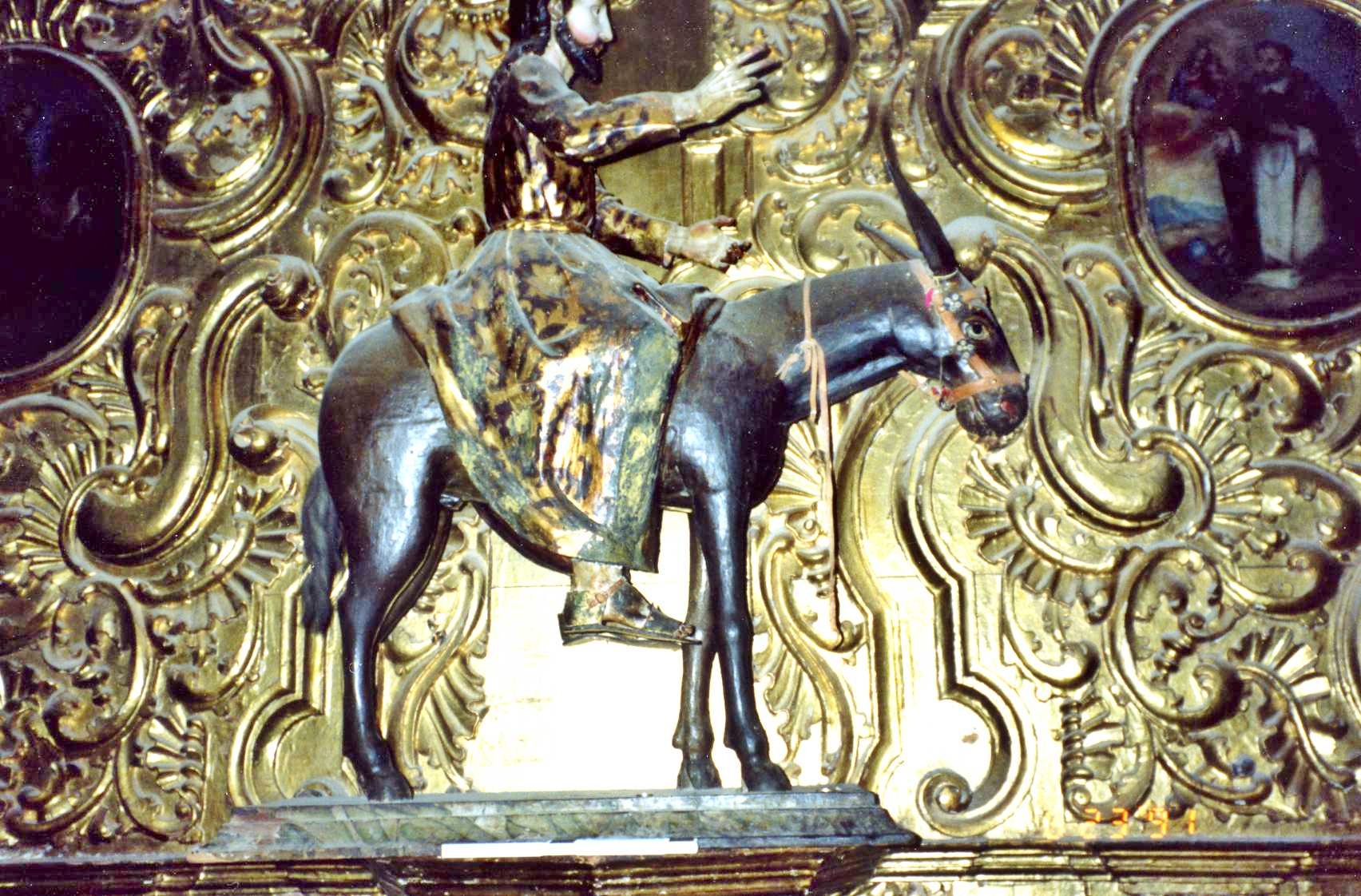
Un Palmesel au poil foncé (à Oaxaca), comme celui auquel Úrsula s'identifie dans certaines visions. Dans les croyances yoruba, les prêtresses en état de possession spirituelle sont imaginées comme des montures.

Selon Rachel Spaulding, les visions d'Úrsula de Jesús sont certes empreintes de figures catholiques, mais elles les subvertissent en y faisant réapparaître des thèmes religieux yoruba. Comme exemple de ce syncrétisme, Spaulding donne l'image de la chevauchée de l'âne, à travers laquelle Úrsula de Jesús pouvait certes donner à voir une forme d'abnégation en se rabaissant au niveau d'une bête, mais aussi éventuellement coder une certaine forme de rite de possession par les orishás ou les alaafins.
Patricia Martínez i Álvarez et Elisenda Padrós Wolff remarquent que dans les visions mystiques d'Úrsula de Jesús, les voix des figures masculines et féminines portent des messages différents. Selon les deux chercheuses, tandis que les voix masculines d'Úrsula de Jesús tendent à prôner un effacement de sa personnalité afin de mieux servir et mieux croire, ses voix féminines au contraire expriment et renforcent son individualité.
La chercheuse Larissa Brewer-García écrit que les deux Vida posthumes sur Úrsula de Jesús atténuent le thème de la condition noire présent dans le journal de la donada. Là où Úrsula de Jesús exalte la beauté noire des figures saintes de ses visions avec des expressions comme « Estaba mui linda y un negro lustrosisimo » ainsi que la sainteté particulière de l'humilité des personnes noires, ses hagiographes préfèrent la présenter comme choisie par la divinité malgré sa condition servile noire, et mettre l'emphase sur sa capacité à évangéliser sa race.

## Impact

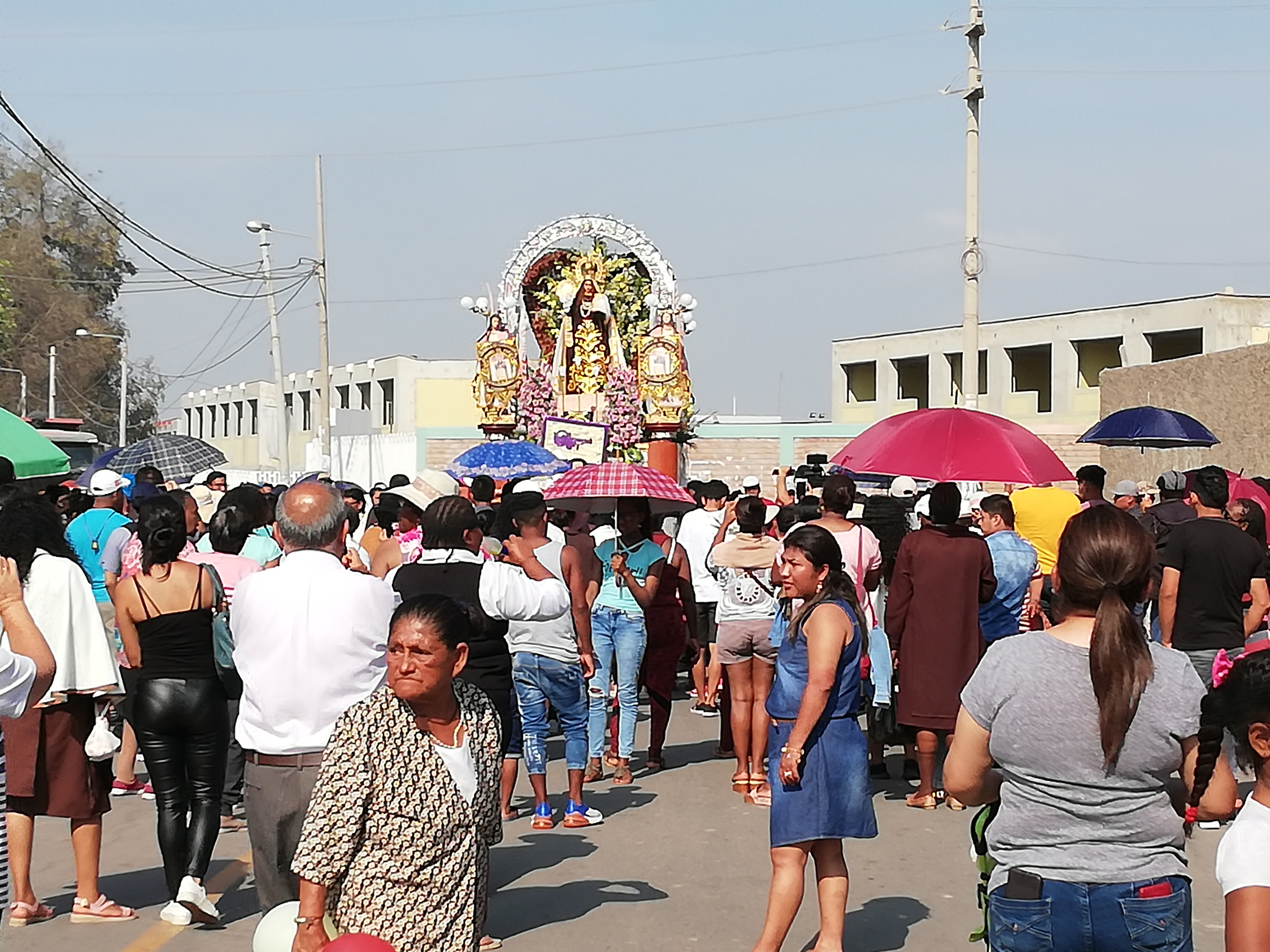
À Chincha, la procession de Notre-Dame du Mont-Carmel (qu'Úrsula de Jesús croyait être sa sauveuse) est un évènement populaire de la culture afro-péruvienne.

La mémoire d'Úrsula de Jesús est reprise de manières différentes à Lima, où le culte des saints joue un rôle important. Il y a un côté plutôt conventionnel comme la page web du couvent qui met surtout en avant le fait qu'elle est un signe de la bénédiction divine sur la ville. Il y a d'autre part aussi une réappropriation plutôt orientée vers la justice sociale de la part de la communauté afro-péruvienne, qui met l'accent sur la volonté d'Úrsula de Jesús de servir ses pairs esclavagisés et de faire advenir une société plus égalitaire.

### Articles connexes

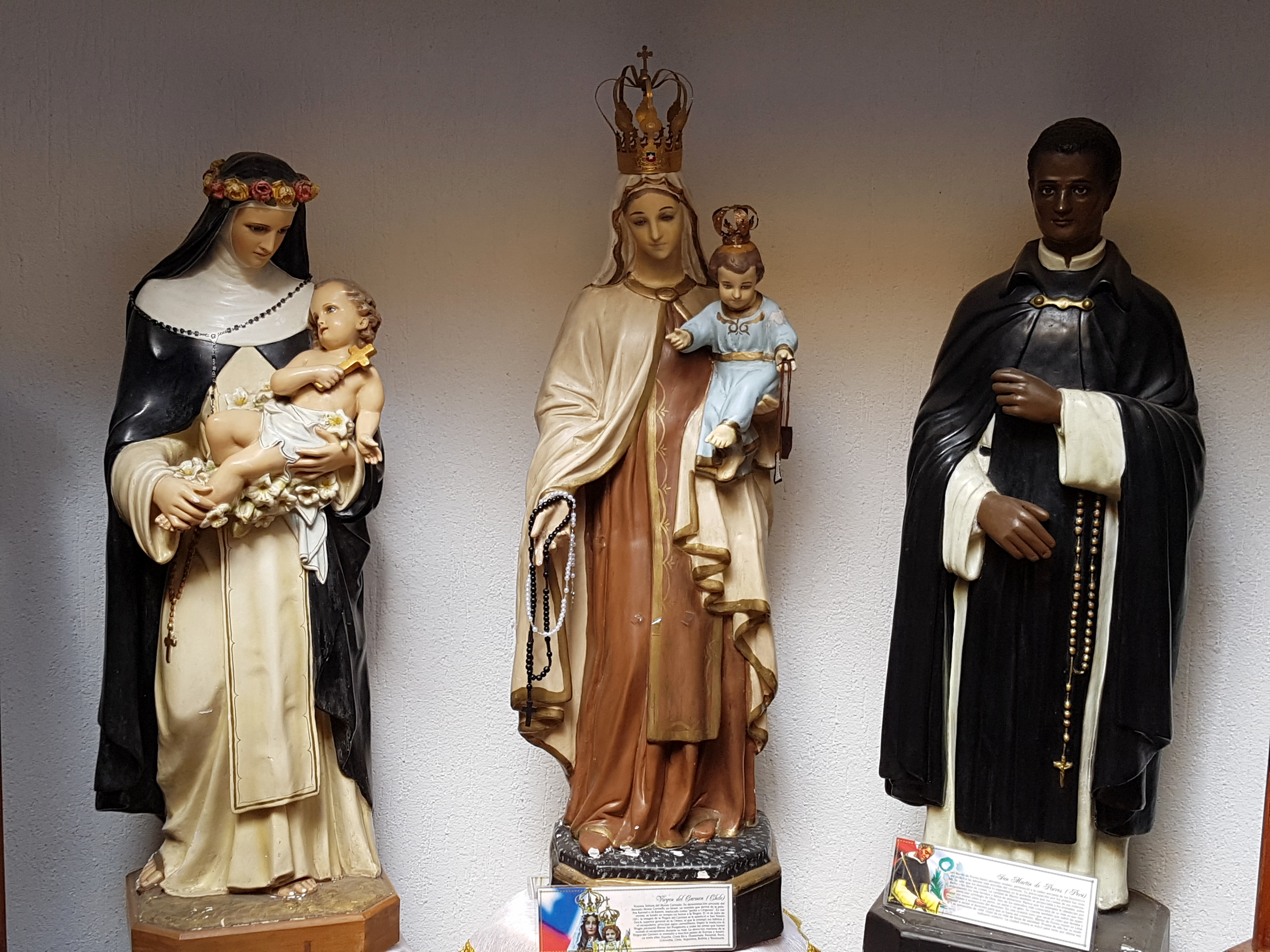
Notre-Dame du Mont-Carmel, qu'Úrsula de Jesús aurait vue lors de sa chute, est fréquemment associée à Rose de Lima et Martin de Porrès, comme ici dans l'église des Migrants à Santiago de Chile.